# Aleksander Beloborodov

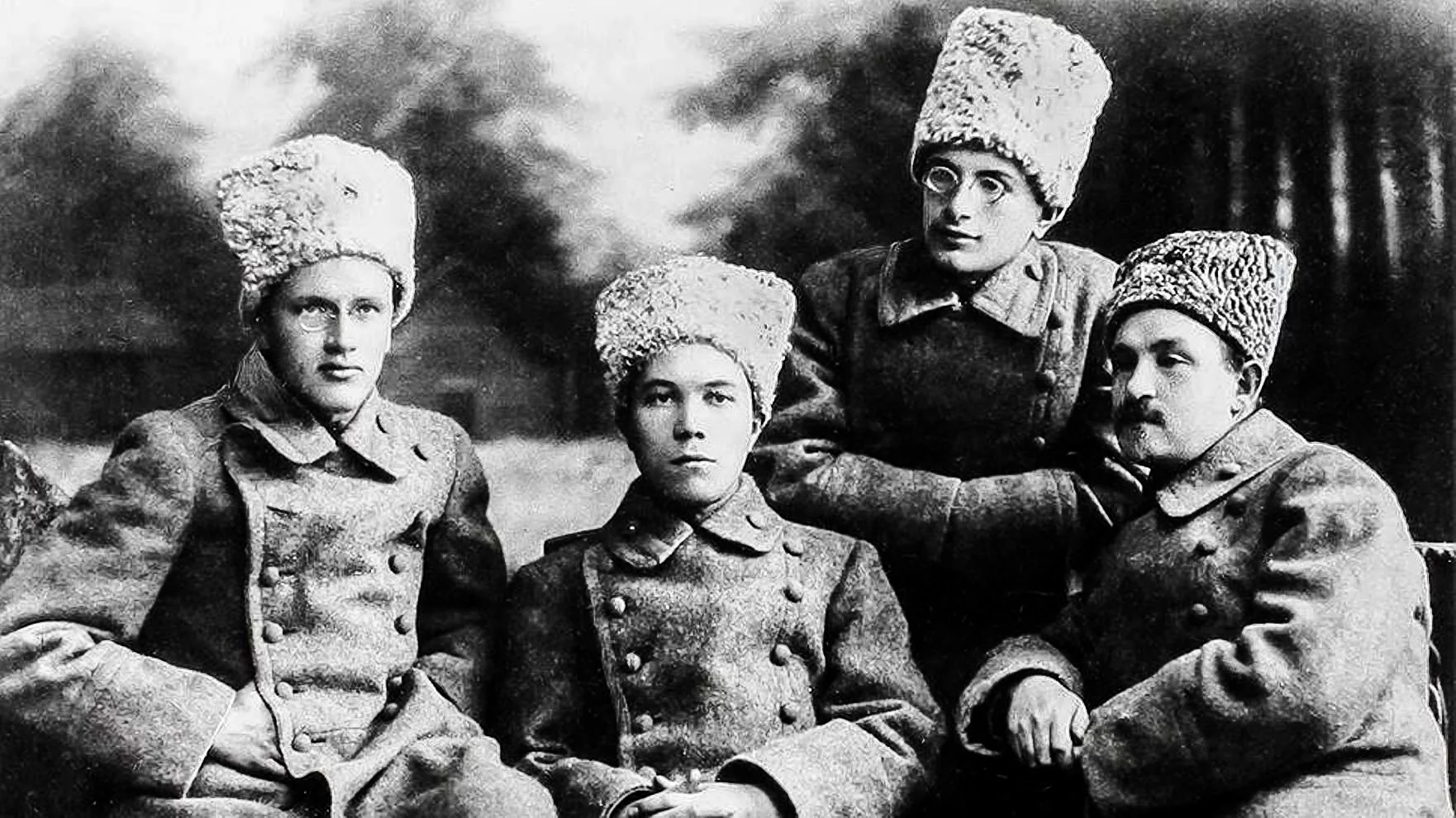
Presidium districtscomité van de Oeral, 1918. V.l.n.r. Nicolai Tolmasjov (1895-1919, suïcide), Beloborodov, Georgi Safarov (1891-1942, geëxecuteerd), Filipp Golosjtsjokin(1876-1941, geëxecuteerd)

Aleksander Georgjewitsch Beloborodov (Russisch: Александр Георгиевич Белобородов) (oblast Perm, 26 oktober 1891 – Moskou, 10 februari 1938) was een Russisch revolutionair, politicus en staatsveiligheidsofficier.

## Leven
Beloborodov werd geboren als arbeiderszoon en was zelf van origine elektricien. In 1907 sloot hij zich aan bij de bolsjewieken en in 1908 werd hij wegens agitatie gearresteerd en tot vier jaar gevangenisstraf veroordeeld. Na de Februarirevolutie (1917) werd hij in het districtscomité van de Oeral en in de Russische Constituerende Vergadering gekozen. Vanaf januari 1918 was hij partijchef van de 'Rode Oeral' en in die hoedanigheid was hij samen met Jakov Joerovski verantwoordelijk voor de organisatie en uitvoering van de moord op de tsarenfamilie.
In maart 1919 werd Beloborodov lid van het Centraal Comité en was hij betrokken bij het meedogenloos neerslaan van een opstand van de Don Kozakken tijdens de Russische Burgeroorlog. In 1921 werd hij plaatsvervanger- en van 1923 tot 1927 hoofd van de Tsjeka, als opvolger van Feliks Dzerzjinski. Na de dood van Lenin (1924) sloot hij zich aan bij de Linkse Oppositie van Leon Trotski. Na de val van Trotski in 1927 werd hij verbannen naar Archangelsk, na een spijtbetuiging in 1930 weer in genade aangenomen en weer als partijlid toegelaten. 
In 1936 werd Beloborodov echter opnieuw gearresteerd, verhoord in de Loebjanka, op 10 februari 1938 veroordeeld door een militair tribunaal en dezelfde dag nog doodgeschoten. In 1958 werd hij gerehabiliteerd.

## Laatste dagen
Historicus Edward Radzinski schrijft in zijn boek Stalin; onthullingen uit geheime privé-archieven over het einde van Beloborodov: “Toen was het de beurt aan Trotski’s oude vriend Aleksander Beloborodov <…>. Hij had keelkanker, was doodziek en moest zijn broek ophouden want zijn riem was hem afgenomen. Het voormalige hoofd van de Rode Oeral stond voor zijn beulen en legde gehoorzaam belastende verklaringen tegen zijn trotskistische vrienden af, maar weigerde te bekennen dat hij zelf terroristische activiteiten had gepleegd. Stalin zei op 26 mei 1937 tegen Jezjov: ‘Wordt het geen tijd om druk op deze heer uit te oefenen en hem te dwingen ons te vertellen welke vuiligheid hij heeft uitgehaald? <…> Er werd druk op deze heer uitgeoefend. Ze martelden hem. Ze schoten hem dood. Zou de voormalige baas van de Rode Oeral in die verschrikkelijke periode ooit hebben teruggedacht aan de kelder in het Ipatiev-huis, waar de neergeschoten zoon van de tsaar over de grond kroop terwijl zij de dochters van de tsaar met bajonetten bewerkten?”